# Corynoptera fuscispica
Corynoptera fuscispica är en tvåvingeart som beskrevs av Werner Mohrig 1999. Corynoptera fuscispica ingår i släktet Corynoptera och familjen sorgmyggor. Inga underarter finns listade i Catalogue of Life.